# The First Wives Club
The First Wives Club é um filme estadunidense de 1996, uma comédia baseada no best-seller de romance homônimo escrito por Olívia Goldsmith, em 1992. O filme foi produzido por Scott Rudin e dirigido por Hugh Wilson. É estrelado por Diane Keaton, Goldie Hawn e Bette Midler como três divorciadas que buscam vingança de seus ex-maridos por tê-las deixado por mulheres mais jovens. O elenco de apoio é composto por Stephen Collins , Victor Garber e Dan Hedaya como os ex-maridos das três protagonistas, e Marcia Gay Harden, Elizabeth Berkleye e Sarah Jessica Parker como suas amantes, respectivamente. Os papéis coadjuvantes são interpretados por Maggie Smith, Bronson Pinchoc, Rob Reiner, Eileen Heckart, Philip Bosco e Stockard Channing; nas participações especiais incluem Gloria Steinem, Ed Koch, Kathie Lee Gifford e Ivana Trump.
O filme se tornou uma surpresa de bilheteria após seu lançamento na América do Norte, arrecadando $ 181.490.000 em todo o mundo, principalmente em sua temporada doméstica, apesar de receber críticas mistas. Ele desenvolveu um culto de seguidores especialmente entre mulheres de meia-idade, e o projeto de maior bilheteria das atrizes da década ajudou a revitalizar suas carreiras no cinema e na televisão. O compositor Marc Shaiman foi indicado ao Óscar de Melhor Trilha Sonora Original, enquanto que Goldie Hawn foi premiada com o Blockbuster Entertainment Award e Bette Midler e Sarah Jessica Parker receberam indicações ao Satellite Award por suas interpretações.

## Sinopse
Quatro amigas, que haviam contribuído para a ascensão profissional e financeira de seus maridos, são trocadas por mulheres mais jovens. Quando uma delas se suicida, após o marido trocá-la por uma mulher mais jovem, as outras decidem se unir para armar a vingança contra os ex-maridos.

## Elenco
- Diane Keaton .... Annie MacDuggan Paradis
- Bette Midler .... Brenda Morelli Cushman
- Goldie Hawn .... Elise Eliot Atchison
- Stockard Channing .... Cynthia Swann Griffin
- Maggie Smith .... Gunilla Garson Goldberg
- Dan Hedaya .... Morton Cushman
- Sarah Jessica Parker .... Shelly Stewart
- Victor Garber .... Bill Atchison
- Stephen Collins .... Aaron Paradis
- Elizabeth Berkley .... Phoebe LaVelle
- Marcia Gay Harden .... Dr. Leslie Rosen
- Bronson Pinchot .... Duarto Felice
- Jennifer Dundas .... Chris Paradis
- Eileen Heckart .... Catherine MacDuggan
- Philip Bosco .... tio Carmine Morelli
- Rob Reiner .... Dr. Morris Packman
- Ivana Trump .... ela mesma
- Gloria Steinem .... ela mesma
- J. Smith-Cameron .... Miss Sullivan

## Principais prêmios e indicações
Oscar 1997 (EUA)
- Indicado na categoria de Melhor Trilha Sonora - Comédia / Musical.

Satellite Awards 1997 (EUA)
- Indicado nas categorias de Melhor Atuação de Atriz Principal em Cinema - Comédia / Musical (Bette Midler) e Melhor Atuação de Atriz Coadjuvante em Cinema - Comédia / Musical.

## Recepção da crítica
The First Wives Club teve recepção mista por parte da crítica especializada. Possui tomatometer de 39% em base de 33 críticas no Rotten Tomatoes. Tem 68% de aprovação por parte da audiência, usada para calcular a recepção do público a partir de votos dos usuários do site. Roger Ebert deu duas de quatro estrelas possíveis.